# József Csatári
József Csatári (Budapest, 17 dicembre 1943 – 30 gennaio 2021) è stato un lottatore ungherese, specializzato nella lotta libera e greco-romana. Rappresentò l'Ungheria ai Giochi olimpici estivi di Città del Messico 1968 e Monaco di Baviera 1972, vincendo due medaglie di bronzo.

## Palmarès
- Giochi olimpici

Città del Messico 1968: bronzo nella lotta libera pesi medio-massimi;
Monaco di Baviera 1972: bronzo nella lotta libera pesi massimi;
- Mondiali

Edmonton 1970: argento nella lotta greco-romana +100 kg;
Tehran 1973: argento nella lotta libera 100 kg;
- Europei

Losanna 1973: argento nella lotta libera 100 kg;
Karlsruhe 1966: bronzo nella lotta libera 97 kg;